# I Can Get It for You Wholesale
I Can Get It for You Wholesale – tytuł musicalu opartego na powieści z 1937 roku pod tym samym tytułem, napisanego przez Harolda Rome'a i Jerome'a Weidmana, wystawianego w 1962 roku.

## Historia
Akcja musicalu rozgrywa się w Nowym Jorku w 1937 roku, w czasach "wielkiego kryzysu", i nawiązuje do kultury żydowskiej. Sztukę wystawiono pierwszy raz na Broadwayu 22 marca 1962. Wyreżyserowana została przez Arthura Laurentsa, a za choreografię odpowiedzialny był Herbert Ross. W obsadzie pojawili się m.in. Elliott Gould, Lillian Roth, Marilyn Cooper i Sheree North. W produkcji zadebiutowała także 19-letnia wówczas Barbra Streisand w roli Miss Marmelstein, nominowana za swoją kreację do nagrody Tony. Musical został zagrany ostatni raz 9 grudnia 1962, po ponad 300 pokazach. Pomimo tak długiego biegu, produkcja przyniosła straty finansowe i zebrała mieszane recenzje krytyków. Wydany został także album zawierający utworu wykonywane w musicalu, który uplasował się na 125. miejscu amerykańskiej listy sprzedaży. Barbra Streisand udziela się wokalnie w czterech utworach na płycie. W 1991 roku wznowiono musical z inną obsadą. W roku 2002 teatr Arcola we wschodnim Londynie wyprodukował własną wersję musicalu.